# Barnechea Fútbol Club
Barnechea Fútbol Club är en fotbollsklubb från Lo Barnechea, strax utanför Santiago, Chile. Klubben grundades 23 december 1929 och spelar på Estadio Deportivo Lo Barnechea. CSD Barnechea är en av klubbarna som grundade det regionala amatörförbundet. Klubben bytte namn från Club Social y Deportivo Barnechea till Barnechea Fútbol Club den 12 november 2011.